# Slobidka-Mușkativska, Borșciv
Slobidka-Mușkativska (în ucraineană Слобідка-Мушкатівська) este un sat în comuna Mușkativka din raionul Borșciv, regiunea Ternopil, Ucraina.

## Demografie
Componența lingvistică a localității Slobidka-Mușkativska
     Ucraineană (99,19%)
     Alte limbi (0,81%)
Conform recensământului din 2001, majoritatea populației localității Slobidka-Mușkativska era vorbitoare de ucraineană (99,19%), existând în minoritate și vorbitori de alte limbi.